# Liste de coups d'État en Turquie
Depuis la fin de la Seconde Guerre mondiale, la Turquie a été la scène de plusieurs tentatives de Coups d'État, la dernière datant de juillet 2016 et s'étant soldé par un échec.

## Coup d'État de 1960
Le coup d'État de 1960 est organisé le 27 mai 1960 par un groupe d'officiers de l'armée turque contre le gouvernement du Parti démocrate démocratiquement élu. Les instigateurs de ce coup d'État établissent le général Cemal Gürsel, qui n'avait eu aucun rôle dans le coup d'État, comme chef de l'État, Premier Ministre et Ministre de la Défense. La junte militaire redonne le pouvoir aux civils 17 mois plus tard, en octobre 1961.

## Coup d'État de 1971
Le coup d'État de 1971 est organisé le 12 mars 1971 par voie de mémorandum. La décennie qui suit est marqué par une instabilité politique aiguë qui mènera directement au prochain coup d'État.

## Coup d'État du 12 septembre 1980
Le 12 septembre 1980, l’armée turque, avec à sa tête le général Kenan Evren, organise un coup d’État et instaure un régime militaire qui se maintient jusqu’en 1983.

## Mémorandum militaire de 1997
Le Mémorandum militaire turc de 1997 se réfère aux décisions prises lors d'une réunion du Conseil de sécurité nationale turque le 28 février 1997. Ce mémorandum, imposé par la direction de l'armée turque, avec le soutien des forces laïques de ce pays, a lancé le processus qui a précipité la démission du Premier ministre islamiste Necmettin Erbakan, du Parti de la prospérité, et la fin de son gouvernement de coalition. Comme le gouvernement de Necmettin Erbakan a été contraint de démissionner, sans qu'il y ait dissolution du Parlement ou suspension de la Constitution, l'événement a parfois été qualifié, en Turquie, de coup d’état post-moderne.

## Tentative de coup d'État de 2016
Une tentative de coup d'État a lieu dans la nuit du 15 au 16 juillet 2016 principalement à Ankara et Istanbul. Elle est commanditée par un « Conseil de la paix dans le pays », une faction des Forces armées turques que le gouvernement turc accuse d'être liée à Fethullah Gülen. La tentative se solde par un échec et le dernier bilan officiel fait état de plus de 290 morts.

### Articles liés
- Liste de coups d'État
- Liste de coups d'État en Grèce